# 菅原卓磨
菅原 卓磨（すがわら たくま、1978年1月25日 - ）は日本の俳優。北海道苫小牧市出身。
元自衛官。血液型はO型。身長183cm、趣味は素潜り、サッカー。

## 略歴
2000年、 石原プロモーション主催の新人発掘オーディション「21世紀の石原裕次郎を探せ！」で最終候補入り。
2002年、テレビ朝日系『婚外恋愛』第1話で俳優デビュー。2004年、テレビ東京系『超星神グランセイザー』の三上辰平 / セイザーギャンズ役で出演。

## 出演

### テレビドラマ
- 世にも奇妙な物語03春の特別編「顔を盗まれた」（2003年、フジテレビ）
- 超星神グランセイザー（2003年、テレビ東京） - 三上辰平 / セイザーギャンズ 役
- 大河ドラマ
  - 功名が辻（2006年、NHK） - 糟屋武則 役
  - どうする家康（2023年、NHK） - 毛利吉政 役
- 黒い太陽（2006年、テレビ朝日） - 長瀬慎太郎 役
- 仮面ライダー電王 第29話（2007年、テレビ朝日） - 町田 役
- たったひとりの反乱「球団が消える? プロ野球選手会103日の闘い」（2009年、NHK）
- SPEC〜警視庁公安部公安第五課 未詳事件特別対策係事件簿〜 第5話（2010年、TBSテレビ） - 谷田理 役
- 月曜ゴールデン 十津川警部シリーズ45「志賀高原殺人事件〜黒姫伝説の謎〜」（2011年10月10日、TBSテレビ） - 久保満（布施博）の個人運転手・大乃木明 役
- ろくでなしBLUES 最終話（2011年、日本テレビ） - 楽翠学園生徒 役
- 11人もいる! 第8話（2011年、テレビ朝日） - 医師 役
- 都市伝説の女（2012年、テレビ朝日） - 渡辺正康 役
- ドラマW プラチナタウン（2012年、WOWOW） - 青柳 役
- 大奥〜誕生［有功・家光篇］（2012年、TBSテレビ） - 堀田正盛 役
- 土曜ワイド劇場 西村京太郎トラベルミステリー61「越後・会津殺人ルート〜必ず相席する女!?」（2014年、テレビ朝日） - 田中裕介 役
- 家族狩り（2014年7月 - 9月、TBSテレビ） - 長峰 役
- ヤメゴク〜ヤクザやめて頂きます〜 第3話（2015年、TBSテレビ） - 角田満 役
- ワイルド・ヒーローズ 第9話・最終話（2015年、日本テレビ） - 自衛官 役
- キャバすか学園 第3話・第5話（2016年、日本テレビ） - スカウトマン渡部 役
- ブラックリベンジ（2017年） - 柏原弘樹 役
- リコカツ（2021年、TBSテレビ） - 重森敦 役
- アバランチ 第4話（2021年11月8日、カンテレ・フジテレビ系） - 谷山浩紀 役
- テッパチ!（2022年） - 吉田教官 役
- Get Ready!（2023年、TBS） - 東堂雄彦 役[3]
- 全領域異常解決室 第5話（2024年11月6日、フジテレビ） - 三木本峻 役[4]
- 問題物件 第2話（2025年1月22日、フジテレビ） - 田中和也 役[5]
- Dr.アシュラ 第1話（2025年4月16日、フジテレビ） - 暴力団組員 役[6]

### 配信ドラマ
- 龍が如く 魂の詩。（2016年、ゲオチャンネル）
- SICK'S 覇乃抄 〜内閣情報調査室特務事項専従係事件簿〜（2019年3月 - 5月、Paravi） - 百地壱波 役
  - SICK'S 厩乃抄 〜内閣情報調査室特務事項専従係事件簿〜（2019年9月 - 11月）
- 仮面ライダーリバイス The Mystery（2022年1月 - 2月、TELASA） - 鮫島康夫 役[7]

### バラエティ番組
- 世界ウルルン滞在記（毎日放送）
  - #423 韓国・魚を呼ぶお父さんに…菅原卓磨が出会った - 韓国素潜り漁体験（2004年9月19日）
  - #442 中国・氷の黒龍江 ホジェン族に…菅原卓磨が出会った - 中国ホジェン族との生活（2005年2月27日）
  - チクショー!泣くもんか!!再会スペシャル - 韓国素潜り漁のお父さんと再会（2005年9月25日）
  - 三日月の夜・人を恋す再会スペシャル - 中国ホジェン族と再会（2006年4月2日）
  - 家族の夢を叶えます！満開の大再会スペシャル - 韓国素潜り漁のお父さん来日再会（2008年3月30日）

### 映画
- キューティーハニー（2004年）
- 恋文日和（2004年）
- 自由戀愛（2005年9月）
- 男たちの大和/YAMATO（2005年12月）
- LIMIT OF LOVE 海猿（2006年5月）
- 嫌われ松子の一生（2006年5月）
- リアル鬼ごっこ（2008年2月）
- 銀色のシーズン（2008年）
- 妖怪大戦争 ガーディアンズ（2021年8月13日公開、東宝 / KADOKAWA） - 鬼 役

### 舞台
- スイッチを押すとき〜君達はなぜ生きているんだ?〜 - 池田了 役
- ミュージカル「テニスの王子様」 Remarkable 1st Match 不動峰 - 橘桔平 役

### DVD
- 超星神グランセイザー公式超技ビデオ（2004年） - セイザーギャンズの声
- 超星神グランセイザー スーパーバトルメモリー（2005年） - 三上辰平 役

### CM
- DHL JAPAN 「動かす力」篇

### 写真集
- 『星座の勇者 - 超星神グランセイザー公式フォトアルバム』雑草社、2004年5月 (ISBN 4-921040-05-2)